# Mala Hubajnica
Mala Hubajnica je naselje v Občini Sevnica.